# Elaphria phlegyas
Elaphria phlegyas är en fjärilsart som beskrevs av William Schaus 1914. Elaphria phlegyas ingår i släktet Elaphria och familjen nattflyn. Inga underarter finns listade i Catalogue of Life.